# Nationaal park Donau-Auen
Het Nationaal Park Donau-Auen is een nationaal park in het oosten van Oostenrijk gelegen tussen Wenen en de Slowaakse grens. Het park is 93 km² groot en is een van de grootste overblijvende overstromingsvlakten van de Donau in Midden-Europa.

## Ligging
Het park is gelegen op het grondgebied van Wenen (Lobau), Groß-Enzersdorf, Orth an der Donau, Eckartsau, Engelhartstetten, Hainburg an der Donau, Bad Deutsch-Altenburg, Petronell-Carnuntum, Regelsbrunn, Haslau-Maria Ellend, Fischamend en Schwechat.

## Verschijning
In 1984 dreigde de bouw van de waterkrachtcentrale van Hainburg het laatste vrij stromende deel van de Donau en zijn alluviale bossen te vernietigen. Er waren landelijke protesten van natuurbeschermings- en milieuorganisaties. De exploitanten van het energiecentraleproject gaven niet toe en begonnen met opruimen. Als gevolg hiervan werd de Hainburger Au bezet door duizenden mensen van alle leeftijden en beroepen. De Hainburg-beweging was geboren. Er waren verschillende mislukte evacuatiepogingen door politie-eenheden. In december 1984 beval kanselier Fred Sinowatz een pauze voor reflectie. Begin januari 1985 verbood het Hooggerechtshof verdere zuivering. In maart 1985 vond het Konrad Lorenz-referendum plaats. 353.906 pleitten voor het verbod op grote energiecentrales zoals Hainburg en de instelling van een nationaal park. Bij de federale presidentsverkiezingen van 1986 kreeg de activist Freda Meissner-Blau 5,5% van de uitgebrachte stemmen. Op 1 juli 1986 vernietigde de bestuursrechter het waterrechtenbesluit. Na de Oostenrijkse parlementsverkiezingen in het najaar van 1986 trad de nieuw opgerichte partij Die Grünen onder leiding van Meissner-Blau toe tot de Nationale Raad.